# Katharina Schwarzmaier
Katharina Schwarzmaier (* 26. Oktober 1985 in München) ist eine deutsche Schauspielerin und Synchronsprecherin.

## Leben und Karriere
Katharina Schwarzmaier ist die Tochter des deutschen Schauspielers Michael Schwarzmaier. Sie wurde bereits im Alter von acht Jahren als Synchronsprecherin entdeckt. Nach dem Abitur absolvierte sie einige Praktika bei diversen Filmfirmen. Danach besuchte sie 2008 die staatlich anerkannte Schauspielschule ISSA. Nach ihrem erfolgreichen Abschluss im Jahr 2010 arbeitete sie mit bei verschiedenen Filmprojekten und war in Werbespots zu sehen. Außerdem ist sie weiter als Synchronsprecherin aktiv. 2009 übernahm Schwarzmaier die Moderation des Nachmittagsprogramms auf RTL II.
Ihre Schwester Caroline Schwarzmaier und ihr Bruder Tim Schwarzmaier sind beide ebenfalls Synchronsprecher.

## Filmografie
- 1995: Auf dem Weg
- 2002: Aktenzeichen XY … ungelöst
- 2000–2001, 2006: Marienhof (Fernsehserie)
- 2006: Sturm der Liebe (Fernsehserie)
- 2006: Marienhof
- 2008: Die unglaublichsten Geschichten
- 2009: Ein Haus voller Töchter (Fernsehserie)
- 2010: Crossroads (Fernsehfilm)
- 2011: Beppo (Kurzfilm)
- 2011: Weißblaue Geschichten (Fernsehserie)
- 2012: Aprés Ski (Kurzfilm)
- 2013: SOKO 5113 (Fernsehserie)
- 2013: HB Feierabend (Werbespot)
- 2015: The Royals (Fernsehserie)
- 2017–2023: Die Rosenheim-Cops (Fernsehserie, 4 Folgen)
- 2018: Oskar – Gehen, wenn’s am schönsten ist
- 2019: Watzmann ermittelt (Fernsehserie)
- 2021: My Blossom (Moodfilm)
- 2024: Alles was zählt (Fernsehserie, 2 Folgen)
- 2025: Hair Up (Kurzfilm)
- 2025: Ramona‘s Flowers (Kurzfilm)
- 2024–2025: Unter Haien / Still Waters (Kurzfilm)

### Bühne
- 2003: Der Asche entstiegen – Lesung in der Max Emanuel-Brauerei
- 2008: Kafka´s Harem – ISSA Bühne
- 2009: Die Konservendosenmenschen – Studiobühne München
- 2010: Shootingstars – ISSA Bühne
- 2014: The Gitmo Diaries – Black Box Gasteig
- 2015: Nadija heißt Hoffnung – Dokumentartheater Berlin

### Synchronrollen (Auswahl)

#### Filme
- 1998: Carroll Cecilley in Simon Birch als Majorie
- 1999: Paz de la Huerta in Gottes Werk & Teufels Beitrag als Mary Agnes
- 2006: Dana Fares in Horror House of Fear als Kitten
- 2007: Jona Xiao in Alice steht Kopf als Loretta
- 2008: Krista Ryan in 3 Days Gone als Cowboy Jacks Girlfriend
- 2009: Hannah Hodson in Zeit der Trauer als Amy
- 2010: Tyler Kain in The Gundown als Lilly Morgan
- 2011: MyAnna Buring in Breaking Dawn – Biss zum Ende der Nacht, Teil 1 als Tanya
- 2011: Sarah Edwardson in Swinging with the Finkels als Jenny
- 2012: Génesis Rodríguez in Ein riskanter Plan als Angie
- 2012: MyAnna Buring in Breaking Dawn – Biss zum Ende der Nacht, Teil 2 als Tanya
- 2013: Eve Hewson in Genug gesagt als Tess
- 2014: Suki Waterhouse in Love, Rosie – Für immer vielleicht als Bethany
- 2015: Melissa Benoist in Kein Ort ohne Dich als Marcia
- 2015: Anjli Mohindra in Im Himmel trägt man hohe Schuhe als Kira
- 2016: Suki Waterhouse in Stolz und Vorurteil & Zombies als Kitty Bennet
- 2016: Lily Travers in Ein ganzes halbes Jahr als Karen
- 2018: Yōko Hikasa in Maquia – Eine unsterbliche Liebesgeschichte als Dita
- 2021: Mary Elizabeth Winstead in Kaete als Kate

#### Serien
- 2001: Ryoko Nagata in Rune Soldier als Joan
- 2005: Alexandra Purvis in Taken als jugendliche Lisa Clarke
- 2005: Junko Iwao in Maho Tsukai Tai als Akane Aikawa
- 2006–2007: Saeko Chiba in My-HiME als Natsuki Kuga
- 2013: Jelly Howie in Two and a Half Men als Kristen
- 2013: Natalie Portman in Die Simpsons als Darcy
- 2014: Olga Fonda in The Vampire Diaries als Nadia Petrova
- 2014–2019: Jane the Virgin als Jane Villanueva
- 2015: Yvonne Cecelia in Law & Order: Trial by Jury als Geschworenensprecherin
- 2015–2020: Eliza Taylor in The 100 als Clarke Griffin
- 2015–2022: Dominique Tipper in The Expanse (Fernsehserie)
- 2016: Caroline Ford in Once Upon a Time – Es war einmal … als Nimue
- 2016: Wasabi Mizuta in Sailor Moon Crystal als Petz
- 2016–2018: Valentina Zenere in Soy Luna als Ambár Smith
- 2017–2022: The Good Doctor als Dr. Claire Browne (Antonia Thomas)
- 2017: Hannah James in Outlander (Staffel 3) als Geneva Dunsany
- 2018: The Looming Tower als Heather
- 2020–2025: Mythic Quest: Raven’s Banquet (Fernsehserie) als Rachel
- seit 2020: Jujutsu Kaisen für Asami Seto als Nobara Kugisaki
- 2021: Navy CIS: L.A. für Anna Akana als Rhea Moretti
- 2021: The Falcon and the Winter Soldier für Miki Ishikawa als Leah
- 2021, 2023: Loki für Gugu Mbatha-Raw als Ravonna Renslayer
- 2022: Navy CIS für Amanda Schull als Kay Barlow
- 2022: Reacher für Willa Fitzgerald als Roscoe Conklin
- 2022: Ein Teil von ihr für Bella Heathcote als Andy Oliver
- 2023: The Night Agent für Luciane Buchanan als Rose Larkin

## Hörbücher
- 2022: Stephanie Land: MAID – Harte Arbeit, wenig Geld und der Überlebenswille einer Mutter. Das Hörbuch zur Netflix-Serie, Argon Verlag, ISBN 978-3-7324-5967-4 (Hörbuch Download)